# Лидија Николић
Лидија Николић (Београд, 24. април 1960) српска је песникиња, приповедач, преводилац и драмски писац.

## Биографија
Лидија је рођена 24. априла 1960. године у Београду. Њен отац био је Данило Николић, један од најзначајнијих приповедача и романописаца друге половине 20. века. Лидија је основно и средње образовање завршила у Београду, а потом је на групи за Општу књижевност са теоријом књижевности на Филолошком факултету у Београду дипломирала 1983. године.
Писац је прозе, поезије, радио-драма, сценарија, књижевних приказа и есеја, а пише за децу и одрасле. Осим тога бави се и преводилачким радом и преводи са енглеског и словеначког језика. Сарадник је дневних листова, књижевних часописа, радија и телевизије, између осталог и дугогодишњи сарадник Политике за децу. Заступљена је у више антологија прича за децу и у неколико читанки. Аутор је документарне биографске повести „Осећања. О. Сећања.” која је на основу Политикине анкете „Памтићу у 2011” проглашена књигом године.
Члан је Удружења за културу, уметност и међународну сарадњу „Адлигат”, којем је од 2016. године, заједно са ћерком Аном, у неколико наврата поклањала разне личне предмете свога оца Данила, а 2020. званично је формиран и његов легат у Удружењу.
Живи и ради у Београду.

## Дела

### Проза
- Нећу више да лажем (приче за децу), Вук Караџић, Београд, 1987, друго издање: Сфаирос, 1994.
- Бити ничији (поетски роман), Независна издања Слободана Машића, Београд, 1992.
- Душе дивље и самотне (роман), Звоник, Београд, 2000.
- Анино животињско царство (приче за децу), Народна књига, Београд, 2002.
- Бувље хваталице (приче за децу), Издавачки студио „Чекић“, Београд, 2012.
- Мамин дневник (роман за тинејџере), Пчелица, Чачак, 2013.

### Монографије
- Осећања. О. Сећања. (документарна биографска повест о Маргити Стефановић), Издавачки студио Чекић, Београд, 2011, друго допуњено издање 2012, треће латинично издање 2014, Чекић/Макарт, четврто издање, Orion Art, Београд, 2017.
- Post scriptum (наставак Осећања. О. Сећања.), РТС/Orion Art, Београд, 2017.

### Приређене књиге
- Зоран Новаковић: О..., (из заоставштине), Независна издања Слободана Машића, Београд, 1996.
- Зоран Новаковић: У рату са собом, Књижевно друштво „Свети Сава“, Београд, 2004.
- Драгомир Ђорђевић: Није лако бити дете (изабране песме), Завод за уџбенике Србије, Београд, 2009.
- Драгомир Ђорђевић: Благо граду Београду, Пчелица, Чачак, 2015.
- Данило Николић: Дани без Стевана (мемоарска проза), РТС издаваштво, Београд, 2016.

### Преводи
- Јелена Кљајић: Терапија покретом и плесом детета са аутизмом (превод са словеначког), Ведес, Београд, 2003.

### Радио-драме
- Кориолан, радио-адаптација,
- Ветар вештица, документарна радио-драма,
- Принц на белом облаку, радио-игра за децу,
- Бити ничији, радио-драма,
- Душе дивље и самотне, радио-адаптација романа,

### ТВ серије (саВесном Видојевић Гајовић)
- Прваци у знању (8 епизода),
- Књижевна школица I део (8 епизода),
- Књижевна школица II део (10 епизода),
- Вечни сјај детињства,

### Дела изведена на радију (серије прича)
- Нећу више да лажем (10),
- Приче о животињама I део (13)
- Приче о животињама II део (13),
- Мамин дневник (12),
- Вини и Пума (4)
- Професорске приче (8)

### Сценски прикази дела
- Бити ничији, монодрама, Рада Ђуричин,
- Душе дивље и самотне, дуодрама, Лидија Николић и Владимир Милошевић/Александар Израиловски,
- Нећу више да лажем, монодрама за децу, Зоран Бабић
- Осећања. О. Сећања., монодрама, Лидија Николић
- Мамин дневник, дуодрама, Лидија Николић и Јана Почуча

## Награде
- Награда дечјег жирија „Доситеј“, за збирку приповедака за децу „Анино животињско царство“,
- Награда Политикиног Забавника за 2012. годину, за књигу "Бувље хваталице",
- Прва награда „Доситејево перо“ за књигу „Мамин дневник“